# Корвацкий, Андрей Васильевич

Памятник Корвацкому в Мелитополе

Андрей Васильевич Корвацкий (1843 или 1844,  Херсон — 1907, Мелитополь) — мелитопольский земский врач, садовод и краевед.

## Биография
Родился, по одним данным, в 1843, по другим — в 1844 году в Херсоне.
Будучи студентом Медико-хирургической академии, участвовал в студенческих волнениях 1868—1869 годов, занимался составлением прокламаций, за что был арестован, заключён в Петропавловскую крепость. 29 марта 1869 года был выслан по распоряжению шефа жандармов на родину, в Херсонскую губернию, под надзор полиции. После освобождения в декабре 1871 года от надзора получил разрешение на повсеместное проживание. В июле 1872 года А. В. Корвацким было получено разрешение на выезд за границу.
В 1877 году им был окончен курс со званием лекаря (1877). В начале 1900-х годов Корвацкий служил врачом в Мелитополе. Помимо врачебной деятельности, занимался опытным садоводством, а также гидрогеологическими исследованиями. Основал опытный сад и питомник, открыл месторождение лечебной минеральной воды .
Умер в 1907 году в Мелитополе.

## Память
В 2005 году в Мелитополе, на проспекте Богдана Хмельницкого, был открыт памятник Корвацкому.
Фруктовые сады на Микрорайоне в народе называют садами Филлибера. Ведущий к ним проезд недавно получил название проезда Корвацкого.

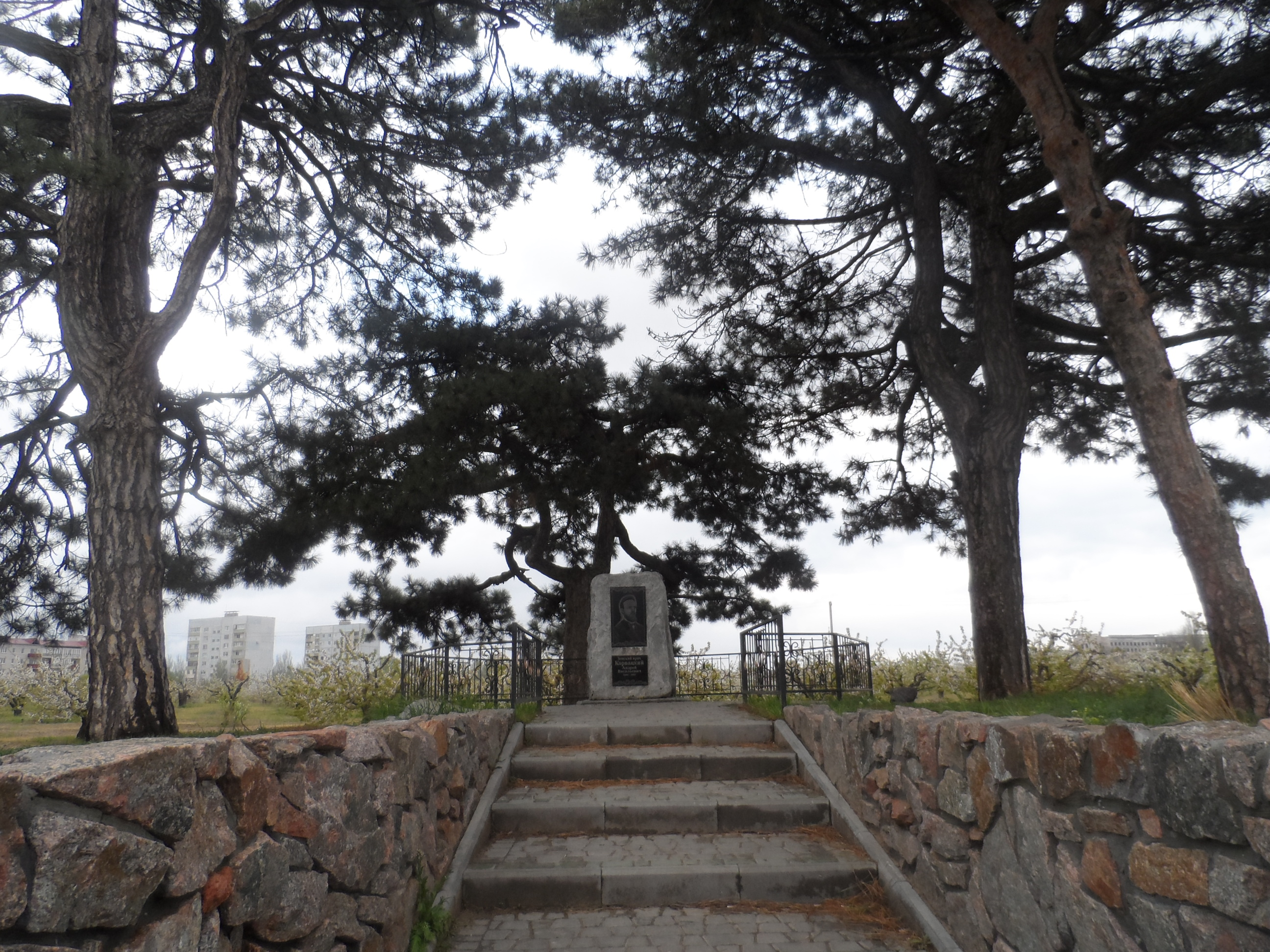
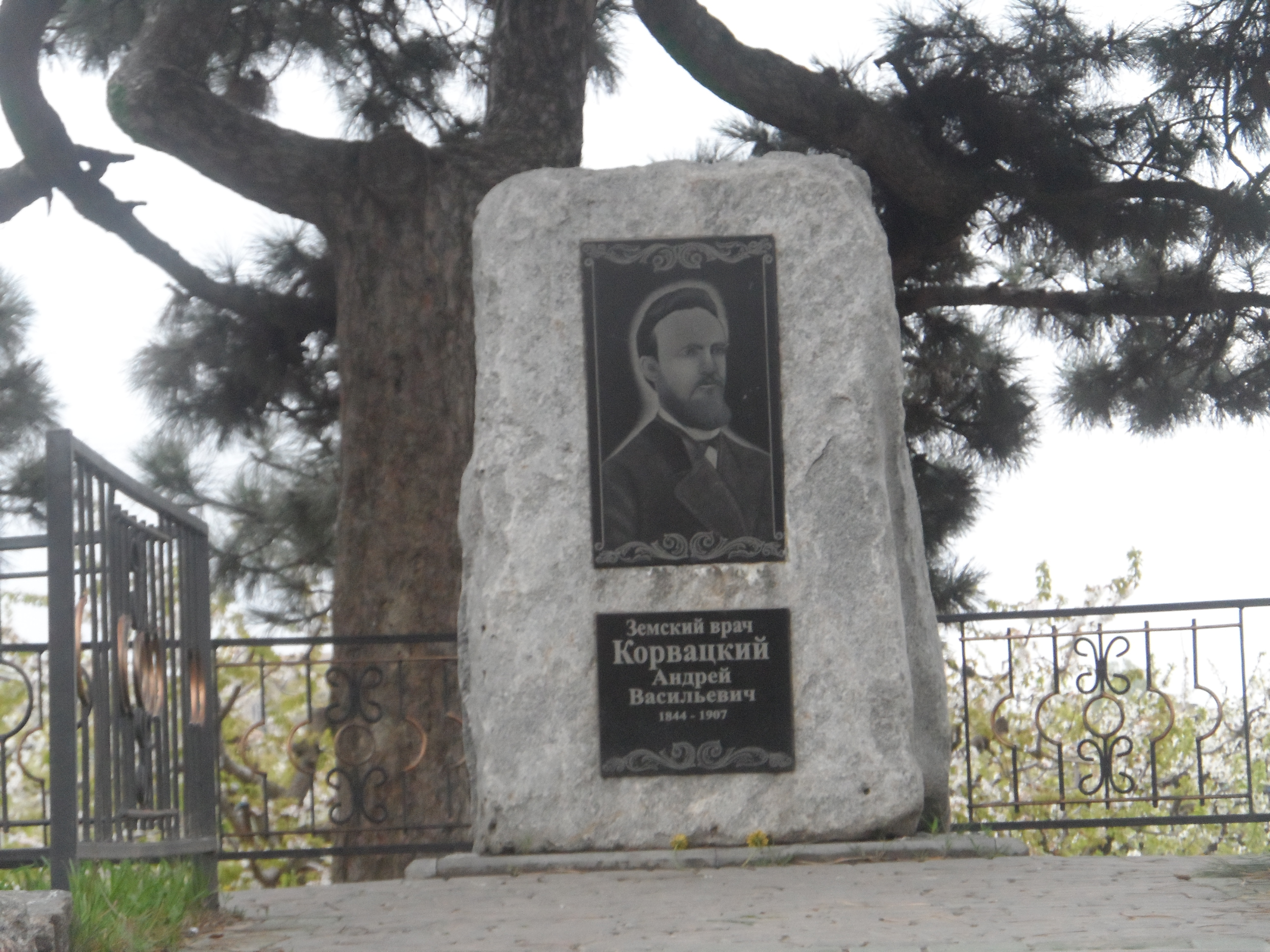
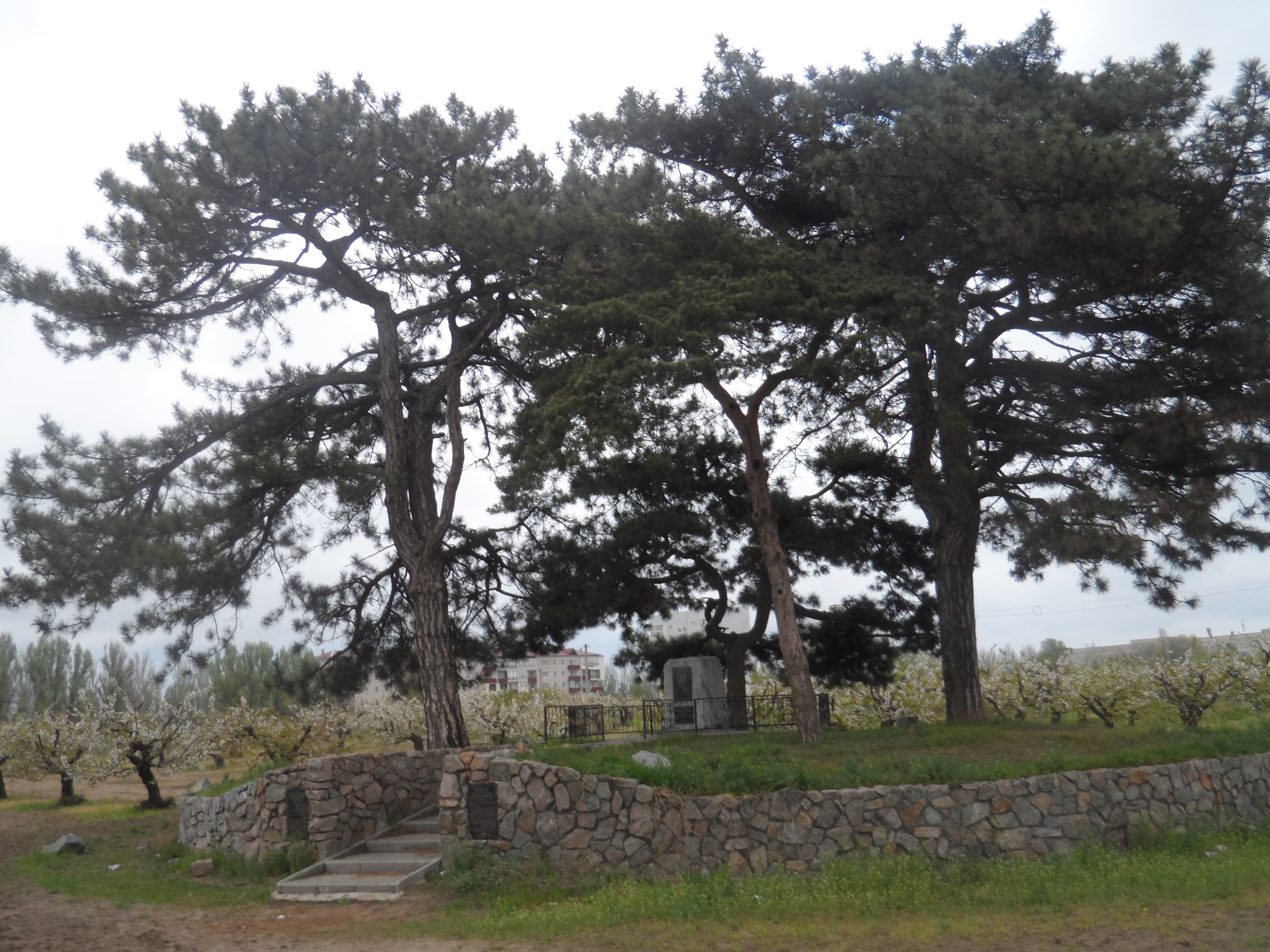